# ルフル鉄道事故
ルフル鉄道事故（仏: Catastrophe ferroviaire de la Lufulu、英: Kindu rail accident）とは2005年11月29日にコンゴ民主共和国のマニエマ州で発生した鉄道事故である。

## 事故概要
キンドゥ – ルブンバシ間を走行していたコンゴ国有鉄道会社の列車がキンドゥの約160km南（カソンゴ地域）でルアラバ川 (Lualaba) の支流のルフル川を横断中に事故が発生した。列車の屋根に乗っていた多くの乗客が橋の骨組みにぶつかり川に転落した。
マニエマ州知事のコローゾ・スマイリ (Koloso Sumaili) によると約50人（英語版・ドイツ語版は約60人と記載）が死亡した可能性があるとされた。
コンゴ民主共和国においてはよくあることだが、鉄道輸送における安全対策は劣悪であり、乗客数も公表されていない。今回の事故では、荷物がうずたかく積み上げられた貨物車の上に乗客が各自の荷物を持って乗り込んでおり、持ち込んだ荷物に引きずられるようにして転落したのではないかと見られている。